# 小野俊哉
小野 俊哉（おの としや、1961年9月13日 - ）は、野球を中心としたノンフィクション作家兼実業家。
スポーツ・アクセス社の代表取締役。NHKラジオ第一放送、湘南ビーチFM、文化放送、ニッポン放送に度々出演している。FLASH (写真週刊誌)、週刊プレイボーイへの取材協力、寄稿が多い。

## 経歴
岡山県岡山市生まれ。岡山市立京山中学校、岡山県立岡山操山高等学校を卒業後、早稲田大学理工学部卒。味の素株式会社中央研究所、住友金属工業株式会社（電子デバイス部営業統括マネジャー）を経て、2003年にスポーツ・アクセス社を設立。野球のデータ分析に基づく著作活動を行う。
大学入学時のエピソードをヤフースポーツのインタビュー（2005年）で語っているが、高校時代まで陸上部で中距離走をやっていたため、早稲田大学競走部へ入部を願い出たときのこと。入学式を終え東伏見へ出向くも中村清監督に「早大競走部は世界を目指す集団なんだ。インターハイで優勝するような者しか入部させない」と門前払いされる。箱根駅伝に出場する夢をいっぺんに失ったことが学生時代最初の想い出と語った。
1年生の夏頃、ひとり寂しく代々木公園を走っていると「そんなに走ることが好きか？競走部へ入れてやろう。丸坊主にしなさい」と声を掛けてくれたのも中村監督だった。「監督の包み込むような、優しい表情がいまも忘れられない。言葉に救われた。人生の宝物」と語っている（同インタビュー）。
かかとを痛めて競技を断念。早大サイクリングクラブ（WCC）では合宿を通じ日本を縦断。山岳サイクリングを目指すようになり、4年生でインド、ネパール、スリランカを走る。ヒマラヤのエベレスト第1ベースキャンプへも到達している（WCCの会報である『峠』より）。
2015年4月から日刊ゲンダイに連載を開始（タイトルは「プロ野球　記録の真実」「データからみえる新ベースール」）。2016年1月から日本経済新聞に連載を開始（タイトルは「野球解説のウソ・ホント」）。
2018年2月「データからみえる新ベースール」コラム（日刊ゲンダイ）で、「打撃獲得塁打」を発表（宝島社からのパーフェクトランキング2018にも掲載）。わかりやすく野球を根本から表現する指標開発にり組んでいる。打撃獲得塁打はBase Batted In、略称BBI。打者の塁打に加え、打撃によって走者の進んだ塁数を加算。犠打、犠飛、進塁打、タッチアップを含み、併殺打は1を減ずる。2017年セ・リーグの1位は広島カープの丸佳浩による645。塁打王であるロペス（横浜DeNA）の数値を1割近く上回り、MVPに選出された印象の大きさをBBIひとつで説明した。BBI/10（10打席当たりのBBI）では、松山竜平（広島カープ）が10・57でトップだった。
2014年7月からアメリカ野球学会東京支部の会員。

## 著作
- 『全1192試合 V9巨人のデータ分析』光文社新書 2009年6月
- 『日本シリーズ全データ分析』筑摩書房 2009年10月
- 『プロ野球 最強のベストナイン』PHP新書 2010年11月：第2回サムライジャパン野球文学賞を受賞
- 『プロ野球解説者の嘘』新潮新書 2011年3月
- 『プロ野球ヒーロー伝説の真実～170キロの球速、180メートルの本塁打～』扶桑社 2011年9月
- 『プロ野球 強すぎるチーム 弱すぎるチーム』PHP新書 2011年11月
- 『プロ野球 最強の監督 戦略のナゾを解き明かす』中央公論新社 2012年2月
- 『プロ野球は背番号で見よ！』光文社新書 2013年6月
- 『プロ野球で「エースで4番」は成功しないのか 知られざる二刀流選手列伝！』SBクリエイティブ 2013年10月
- 『メジャーリーグ 最強のベストナイン』PHP新書 2013年12月
- 『4割は打てる！』新潮新書 2014年3月
- 『プロ野球　最強のホームラン打者』朝日新書 2014年4月
- 『プロ野球　個人＆球団パーフェクトランキング2018』宝島社 2018年1月

- 日本経済新聞「野球解説のウソホント」連載コラム目次（2016年）
  - 1月　V9巨人よりも強かった？2015年のソフトバンクを分析する
  - 2月　イニング先頭で出塁せよ、そしてイニング先頭を抑えよ！
  - 3月　左は本当に左を抑えるているか？
  - 4月　平成の怪物松坂大輔、復活の条件…初球ストライクは放れるか？
  - 5月　めざすは人類史上初5000本安打、イチローの活躍
  - 6月　バースは毎シーズン打撃方向を変えていた！外国人選手が成功するための資質
  - 7月　トミー・ジョン手術からの復帰方法は、288勝左腕トミー・ジョンに聞け
  - 8月　イチローのメジャーリーグ3000安打、本当の意味
  - 9月　広島カープ、実質MVPは菊池涼介も、印象度の新井貴浩か？
  - 10月　日本シリーズ制覇は初戦より第2、第3戦
  - 11月　巨人・堀内恒夫は170キロを出していた！？大谷翔平の投球術と165キロの本当の意味
  - 12月　中村剛也は門田博光の567本塁打を抜けるのか？特大アーチより“小さい本塁打”のすすめ

- 日刊ゲンダイ「新ベースボール」連載コラム目次（2018年）
  - 2月　星野仙一監督も注目した「打撃獲得塁打」（BBI）、ことしの注目株を探る
  - 3月　打点を稼ぐ本当の能力「打点脅威度」の注目は横浜DeNA・桑原将志、ソフトバンク今宮健太
  - 4月　1、2番の出塁率とクリーンアップ長打率で計算する「15OPS」の真価
  - 5月　ソフトバンク柳田悠岐は史上初の打率「4割」に届くのか？その条件とは